# Internet stvari
Internet stvari ali medmrežje stvari (angleško Internet of things; kratica IoT)[1] je razširitev internetnega povezovanja na in med napravami ter vsakodnevnimi predmeti. S pomočjo elektronike, internetne povezave ter senzorjev in ostale strojne opreme lahko te naprave med seboj komunicirajo in si izmenjujejo podatke. Prav tako jih lahko ljudje na daljavo opazujemo in nadzorujemo.

## Uporaba
Uporaba interneta stvari se najpogosteje deli na štiri segmente:
- potrošniški
- komercialni
- industrijski
- infrastrukturni

### Potrošniška uporaba:
Velika večina naprav, ki delujejo na način »interneta stvari«, je namenjena potrošniški uporabi.
Pod te spadajo:
- avtomobili,
- pametni domovi,
- nošena tehnologija,
- bela tehnika.

Poglavitna prednost, ki jo omogoča neprestana povezanost in komunikacija med pametnimi napravami, je poenostavitev vsakdana povprečnega potrošnika. S pomočjo na primer pametnih domov lahko naprave v domu glede na pretekle izbire potrošnika in informacije zbrane iz ostalih digitalnih medijev (telefona, aplikacij itd.) predvidijo in prilagodijo nastavitve v domovih posameznikov (temperatura, predvajana glasba, moč svetlobe itd.).

### Komercialna uporaba
Internet stvari je pogosto uporabljen tudi za komercialno rabo. Od medicine do prevozništva internet stvari olajšuje področje dela na vseh možnih segmentih.

#### Pametno zdravstvo
Podobno kot v pametnih domovih se internet stvari v zdravstvu poglavitno uporablja za poenostavitev nadzorovanja zdravja pacientov, prav tako pa omogoča kar nekaj drugih prednosti, kot so pametne postelje, ki lahko zaznajo, kdaj pacient poskuša ustati, se prilagodi za optimalno podporo in postavi v najprimernejšo pozicijo za ležanje, prav tako pa ob potrebi tudi obvesti osebje, da pacient potrebuje pomoč.

#### Prevozništvo
Za segment prevozništva se IS uporablja za komunikacijo tako znotraj kot zunaj vozila. Kot primer lahko vzamemo pametno parkiranje, logistiko, nadzor nad samim vozilom, njegovo hitrostjo in prilagajanje le te glede na predmetne predpise, brez aktivnega vmešavanja voznika. Poleg tega pa lahko uprava podjetja v živo nadzira lokacijo tovornjaka ter stanje tovora preko brezžičnih senzorjev, ki v tovornjaku nadzirajo vlago, temperaturo ter vse ostale podatke, preko katerih lahko v živo nadzirajo vse potrebne podatke za prilagajanje, nadziranje in usmerjanje vozila.

### Industrijska uporaba

#### Proizvodnja
Najverjetneje ena najhitreje razvijajočih se panog na področju interneta stvari je proizvodnja, saj le ta omogoča modernim podjetjem, da zmanjšajo potrebno število delavcev, tako efektivno zmanjšajo stroške in avtomatizirajo celoten proces dela.  Ne le daje postopek proizvodnje z uporabo IS avtomatiziran, prav tako je pospešen kar omogoča podjetjem hitro in efektivno proizvodnjo praktično katerihkoli produktov. Zaradi aktivnega nabiranja informacij tako zunaj kot znotraj podjetja se lahko naprave hitro in dinamično odzovejo na povpraševanje in v realnem času prilagodijo proizvodnjo glede na novo povpraševanje, s tem posredno optimizirajo celotno omrežje dobavne verige.

#### Kmetijstvo
S pomočjo IS lahko na kmetijah veliko bolj natančno ocenjujejo številne faktorje, ki vplivajo na rast in uspevanje kmetijskih pridelkov. Nabirajo lahko podatke o temperaturi, dežju, vlažnosti, moči vetra in o številnih drugih pomembnih informacijah. S pomočjo teh podatkov lahko avtomatizirajo kmetijske tehnike, se lažje odločajo glede številnih spremenljivk katerih prej niso morali predvideti (podnebje, itd.)

### Infrastrukturna uporaba
IS lahko znatno olajša predvsem nadziranje in upravljanje gradnje moderne urbane infrastrukture. Preko nje lahko nadziramo vse dogodke in spremembe, ki bi lahko vplivale na varnost in zvišale kakršnokoli tveganje. Tako lahko z aktivnimi analizami podatkov, ki prihajajo iz vseh segmentov gradnje lažje znižamo stroške, zmanjšamo čas dela in poskrbimo za boljšo kvaliteto opravljenega dela.
Internet stvari se lahko uporabi tudi za komunalne rešitve kot npr Ravnanje z odpadki.

## Kritike in polemike
Internet stvari še nima razvitih standardnih platform in utečenih tehničnih standardov, kar povzroča težave pri razvoju aplikacij. Internet stvari lahko deluje s pomočjo raznih tehnologij kot so Bluetooth, Zigbee, Z-Wave, LoRa, NB-IoT in Cat M1, a ta razdrobljenost ekosistemov onemogoča razvoj standardiziranih aplikacij.
Za svoje delovanje internet stvari potrebuje velike količine podatkov, kar pa povzroča novo težavo pri iskanju rešitev za čiščenje in obdelavo le-teh. Prav tako zaenkrat ne poznamo idealne rešitve za shranjevanje tako velike količine podatkov. Internet že sedaj obsega okoli 5% porabe vse proizvedene energije, z internetom stvari, pa se bo količina podatkov še precej povečala.
Nekatere skupine izpostavljajo tudi možnost, da bi internet stvari omogočil podjetjem lažjo uporabo planirane zastarelosti (ang. planned obsolescence). Ker bi bile mnoge stvari sedaj povezane in odvisne od strežnikov matičnega podjetja, bi postali uporabniki naprav zelo odvisni od obstoja teh strežnikov. Kot rešitev se ponuja možnost, da bi uporabniki lahko vzpostavili skupne strežnike, ki niso povezani z matičnim podjetjem, a se v nekaterih državah pojavi dvom glede zakonitosti takih dejanj. 
Največ kritik interneta stvari pa izhaja iz varnosti in zasebnosti teh sistemov. Razlog za te skrbi je predvsem dejstvo, da naprave na internetu stvari zbirajo ogromne količine podatkov o samih uporabnikih. Ti podatki se nato tudi analizirajo in na podlagi njih se sprejemajo odločitve. Naprave, ki sestavljajo pametne domove in jih nosimo na svojem telesu zbirajo podatke o naših zasebnih življenjih in navadah, kar nedvomno povzroča dvome o zasebnosti. Poleg tega je potrebno izpostaviti tudi problem varnosti. Internet stvari se razvija izredno hitro, pri tem pa ni dovolj poudarka na varnosti. S povezavo velikega števila naprav na mrežo, lahko spletni napadi postanejo tudi fizična nevarnost, ne le virtualna, kot je veljalo do sedaj. Trenutne varnostne pomanjkljivosti so nezadostna skrb pri preverjanju pristnosti naprav, ki se povezujejo na mrežo, pošiljanje nešifriranih sporočil, nalaganje nešifriranih posodobitev, in druge.

## Internet stvari v Sloveniji
Mihael Mohorčič, vodja Odseka za komunikacijske sisteme na Institutu »Jožef Stefan«, je poudaril da je internet stvari zanimivo področje tudi za Slovenijo, saj uporablja znanja in tehnologije, ki jih določene skupine že obvladujejo, prav tako pa stroški testiranja in zagona niso previsoki. Slovenski raziskovalci sodelujejo pri razvoju interneta stvari v okviru mednarodnega kompetenčnega centra OpComm, ki skrbi za razvoj tehnologij in kompetenc na tem področju.
Tudi nekatera slovenska podjetja so že začela s testiranjem Interneta stvari. Telekom Slovenije je leta 2017 opravil testiranja s tehnologijo Narrowband-IoT na obstoječi omrežni infrastrukturi. Vzpostavili so tudi dve testni okolji v Ljubljani in Mariboru, ki omogočata razvijalcem testiranje svojih rešitev za Internet stvari. Leta 2019 je Telekom Slovenije končal s fazo testiranja, in sporočil, da je njihovo omrežje v celoti nadgrajeno s tehnologijo Narrowband-IoT. Prvi projekti na področjih pametnih mest, e-mobilnosti in e-zdravja se že izvajajo.